# Helix Kitten
Helix (también conocido como APT34 por FireEye, OILRIG) es un grupo de hackers identificado por CrowdStrike como iraní.

## Historia
Según se informa, el grupo ha estado activo al menos desde 2014. Se ha dirigido a muchas de las mismas organizaciones que la Amenaza Persistente Avanzada 33, según John Hultquist.
En abril de 2019, el código fuente de las herramientas de ciber-espionaje de APT34 se filtró a través de Telegram.

## Objetivos
Según se informa, el grupo se ha dirigido a organizaciones de los sectores financiero, energético, de las telecomunicaciones y químico, así como a sistemas de infraestructura crítica.

## Técnicas
Según se informa, APT34 utiliza macros de Microsoft Excel, exploits basados en PowerShell e ingeniería social para acceder a sus objetivos.